# 道老杜站
道老杜站是位于内蒙古自治区扎鲁特旗道老杜苏木的一个铁路车站，邮政编码29111。车站建于1980年，有通霍铁路经过该站，现仅办理货运，不办理客运业务，车站及上下行区间均已电气化。车站距离通辽站129公里，隶属沈阳铁路局，是四等站。